# Suzuki Equator
Suzuki Equator — середньорозмірні пікапи, що виробляються компанією Suzuki з 2009 року. 
Вперше концепт-кар автомобіля з'явився на Чиказькому автосалоні в 2008 році. Автомобіль побудований на основі Nissan Navara / Frontier. Автомобіль представлений на ринку в 4-дверному і 2-дверному варіантах з дизельним 2,5 л і бензиновим 4,0 л двигунами компанії Nissan. 

## Двигуни

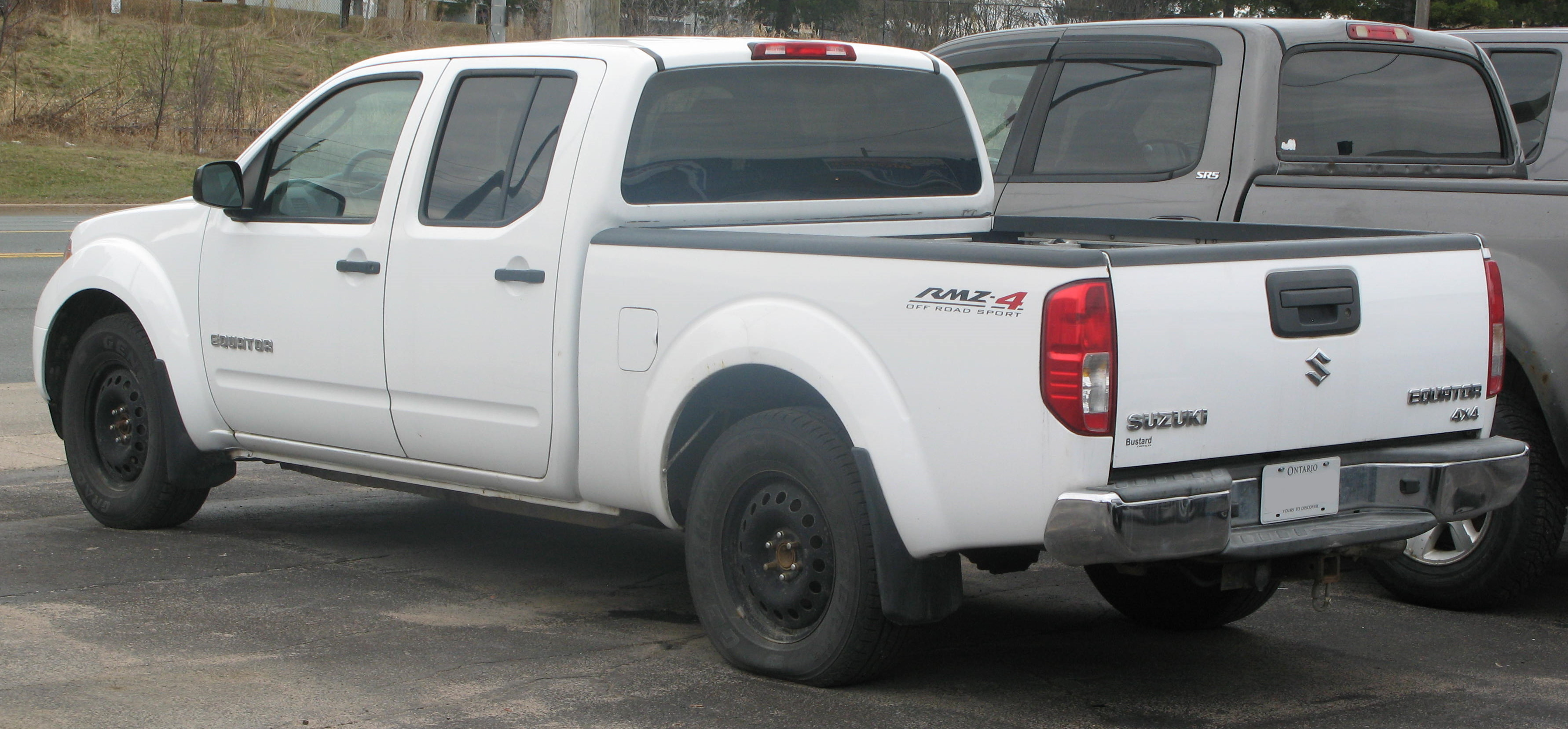
Suzuki Equator Sport

### Бензиновий
| Двигун | Код    | Виробник | Робочий об'єм см³ | Потужність к.с. (кВт) при об/хв | Крутний момент Нм при об/хв | Розміщення і кількість циліндрів |
| ------ | ------ | -------- | ----------------- | ------------------------------- | --------------------------- | -------------------------------- |
| 4,0 i  | VQ40DE | Nissan   | 3954              | 261 (195)/5600                  | 381/4000                    | V6                               |

### Дизельний
| Двигун  | Код      | Виробник | Робочий об'єм см³ | Потужність к.с. (кВт) при об/хв | Крутний момент Нм при об/хв | Розміщення і кількість циліндрів |
| ------- | -------- | -------- | ----------------- | ------------------------------- | --------------------------- | -------------------------------- |
| 2,5 TDi | YD25DDTi | Nissan   | 2488              | 152 (113)/4000                  | 232/2000                    | Р4                               |

## Зноски
1. ↑  В Чикаго состоялся дебют пикапа Suzuki Equator [Архівовано 29 листопада 2009 у Wayback Machine.] 28-08-2010